# Funny World
Funny-World es un parque de atracciones en Kappel-Grafenhausen en Baden-Wurtemberg, Alemania, cerca del Rin, la frontera con Francia, y el municipio vecino Rhinau en Alsacia. El parque se presenta sobre todo en estilo mexicano. Está abierto de marzo a octubre.

## Enlaces
- Sitio web de Funny-World
- Plano del Parque (enlace roto disponible en Internet Archive; véase el historial, la primera versión y la última).